# Liste der Naturdenkmale in Ohlenhard
Die Liste der Naturdenkmale in Ohlenhard nennt die im Gemeindegebiet von Ohlenhard ausgewiesenen Naturdenkmale (Stand 14. Februar 2024).

## Naturdenkmale
| Nr.         | Bezeichnung               | Lage                 | Beschreibung    | Bild                                    |
| ----------- | ------------------------- | -------------------- | --------------- | --------------------------------------- |
| ND-7131-392 | Traubeneiche in Ohlenhard | Im Bienengarten Lage | Quercus petraea | Direkt Bild zu diesem Denkmal hochladen |